# بالاو (كومونة)
بالاو، (بالإنجليزية: Ballao)‏، هي بلدية، في مقاطعة جنوب سردينيا الإيطالية، وتقع على بعد حوالي 45 كم (28 ميل) شمال شرق كالياري، في منطقة جيرري دون الإقليمية التقليدية.

## السكان
تطور النمو السكاني لـ بالاو (كومونة)